# Fosforrösslerite
La fosforrösslerite è un minerale il cui nome è stato attribuito da Friedrich Robitsch nel 1939 per via della sua relazione con la rösslerite e per il suo contenuto di fosforo. La fosforrösslerite si può disidratare facilmente e diventa uno pseudomorfo della newberyite.

## Morfologia
La fosforrösslerite si presenta in cristalli equidimensionali o in corti prismi [001], si può presentare anche in croste o cristalli scheletrici.